# Скот Фишър
Скот Фишър (на английски: Scott Fischer) е американски алпинист и водач, първият американец достигнал връх Лхотце – четвъртият най-висок връх в света.

## Биография
Скот Фишър е роден на 24 декември 1955 г. в Мичиган, Ню Джърси, където преминали и младежките му години. Четиринайсетгодишен се заинтересувал от алпинизъм и 2 години посещавал курс по алпинизъм.
През 1982 г. заедно със съпругата си Джин Прайс се премества в Сиатъл. През 1984 г., Фишър създава своя собствена компания – „Mountain Madness“, която предлага на своите клиенти да се изкачват до най-високите точки на света.
Цената на тези обиколки достига средно 50000 щатски долара. През 1992 г., в изкачване на връх К2, Фишър участва в спасителна операция, която се провежда съвместно с няколко експедиции за евакуиране от планината на френска катерачка Шантал Модюи, която страда от снежна слепота. По-късно, тя покорява още пет осемхилядници и загива в лавина на връх Дхаулагири през 1998 г.
От 1992 г., Фишър издига „комерсиалната“ приключенска промишленост на ново ниво.
В трагичния 11 май на 1996 г. на връх Еверест (отнел живота на 7 души) загива и самият Фишър.
На този ден Скот Фишър, Анатолий Букреев и Нил Бидлман заедно с 8 клиенти са на върха на Еверест. На слизане алпинистите попадат в снежна буря. Екипът на „Mountain Madness“ и всички катерачи успяват да достигнат лагер IV на Южното Седло (приблизително 7900 m) с изключение на Фишър. Той достига до върха в 15:45 h, но на слизане има много проблеми. Заедно с него е и шерпа Лопсанг. На височина 8350 m Фишър разбира, че за слизане не му остават сили и отпраща Лопсанг да се спусне сам. Шерпа се надявал да се върне с допълнителна бутилка кислород и да го спаси. Анатолий Букреев направил няколко опита да се добере до Фишър, но лошото време му пречи. В крайна сметка Букреев достига Фишър в 19:00 h на 11 май 1996 г., но установява, че е мъртъв.
Има няколко версии на причините за смъртта на Фишър. Височинна болест, хипотермия и др.

## Отразяване в литературата и киното
В памет на Скот Фишър е построена пирамида на хълма, близо до базовия лагер по пътя към Еверест. Събитията от май 1996 г. са описани в спомените на участници в тези събития.
През 2008 г. писателят Робърт Биркби написва биографията на Скот Фишър в книгата „Mountain Madness“.
В телевизионния филм от 1997 г. „Into Thin Air: Death on Everest", в ролята на Фишър е Питър Хортън.
Във филма от 2015 г. „Еверест“, ролята на Фишър се изпълнява от Джейк Джилънхол.
|  | Тази страница частично или изцяло представлява превод на страницата „Фишер, Скотт“ в Уикипедия на руски. Оригиналният текст, както и този превод, са защитени от Лиценза „Криейтив Комънс – Признание – Споделяне на споделеното“, а за съдържание, създадено преди юни 2009 година – от Лиценза за свободна документация на ГНУ. Прегледайте историята на редакциите на оригиналната страница, както и на преводната страница, за да видите списъка на съавторите. ВАЖНО: Този шаблон се отнася единствено до авторските права върху съдържанието на статията. Добавянето му не отменя изискването да се посочват конкретни източници на твърденията, които да бъдат благонадеждни. |